# Oreca 05
Oreca 05 — прототип Le Mans, построенный Oreca в 2015 году. Автомобиль был разработан для участия в классе LMP2. Первая победа автомобиля была одержана в 2015 году на гонке 24 часа Ле-Мана гоночной командой KCMG из Гонконга . Закрытый верх, он включает в себя несколько новых механических и защитных функций, не используемых в автомобиле Oreca 03. В раму встроены противовзломные панели Zylon, которые предотвращают попадание механических компонентов в шасси в случае аварии. Автомобиль меньше, чем обычный класс LMP2; ширина рамы 05 составляет 1900 мм, в то время как у большинства других автомобилей — 2000 мм. У 05 есть электроусилитель руля и улучшенная коробка передач.
Поскольку большинство существующих автомобилей перестраиваются в модель 07, известно, что только три модели 05, включая Alpine, в настоящее время существуют в своем первоначальном виде.